# Lägesyrsel
Godartad lägesyrsel, även kallat kristallsjuka, är ett samlingsbegrepp för olika mekaniska störningar i balansorganets båggångar. Godartad lägesyrsel är den vanligaste globala orsaken till yrsel hos vuxna.  Den kumulativa livstidsincidensen har beräknats till 10 procent av den allmänna befolkningen. Minst 30 procent av alla pensionärer har troligen episoder av kristallsjuka, men alla är inte medvetna om det. De flesta insjuknar första gången mellan 35 och 50 år.  Den medicinska termen är benign paroxysmal positional vertigo (BPPV).
Det var den svensk-österrikiske öronläkaren och nobelpristagaren Robert Bárány som var först med att beskriva ett fall av kristallsjuka 1921.
Balansorganets kristaller skall normalt sitta fast i en säck (hinnsäck) på balansorganets framsida. Störningen beror på att kristaller (otoliter) från hinnsäcken Utriculus har lossnat och ansamlats i klumpar i någon av båggångarna. Symptomen uppstår framför allt i samband med huvudrörelser. De lösa partiklarnas rörelser påverkar då den drabbade båggångens känselspröt. Känselsprötets aktivering ger upphov till en kraftfull signal till hjärnan. Det ger korta yrselattacker, åksjukesymptom och en mer eller mindre uttalad gång- och balansstörning.
Godartad lägesyrsel är en mycket vanlig orsak till plötslig yrsel och balansstörning.
Kristallsjuka förekommer i en mängd olika varianter beroende på vikt och utseende på kristallen, vilken båggång som är påverkad samt dess läge i båggången. Den vanligaste och mest kända varianten av lägesyrsel beror på lösa partiklar i den bakre båggången. Alla varianter av kristallsjuka kan idag behandlas.
Kristallsjuka är ofarligt och smittar inte mellan människor. I cirka 70 procent av fallen är orsaken oklar. Det antas att tillståndet har med åldrande i örat att göra. I cirka 30 procent av fallen har studier kunnat påvisa underliggande sjukdom i örat. Sjukdomar som kan öka risken för kristallsjuka är vestibularisneurit och Ménières sjukdom. 
Tillståndet uppkommer ofta efter skalltrauma. Kvinnor har en tendens att drabbas oftare än män och även äldre personer oftare än yngre. Många gånger går kristallsjukan över av sig själv inom ett par veckor, men ibland kan behandling behövas. Behandlingen, som kallas för repositionering, innebär att man gör olika huvudrörelser som får kristallerna att återgå till sin ursprungliga plats. Efter denna behandling försvinner besvären ofta inom någon dag. Men ibland kan flera behandlingar behöva utföras.

## Anatomi och funktion

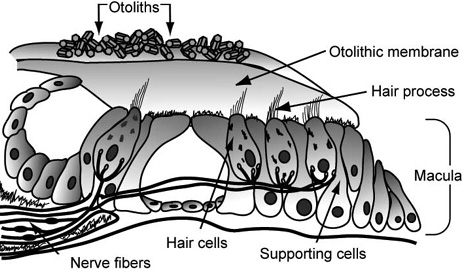
Hinnsäck

Båggångarna är orienterade i olika plan, tre på var sida av huvudet. I båggångarna finns en vätska som accelereras vid huvudrörelser. Ett känselspröt inne i varje båggång registrerar rörelser och förmedlar information till hjärnan som elektriska signaler via balansnerverna. De två båggångarnas sex olika känselspröt skickar hela tiden signaler till hjärnan, vilket gör att hjärnan kan registrera hur huvudet förflyttas i tre olika plan. Systemet är väldigt känsligt och noggrant kalibrerat, även små fel ger upphov till kaotisk information.
Hinnsäckarna innehåller balanskristaller. Kristallerna sitter fast på en gel. Kristallernas uppgift är att ge hjärnan information om hur huvudet är positionerat i förhållande till gravitationen.
Balanskristallerna består av saltet kalciumkarbonat.  Kristallerna nybildas och upplöses ständigt. Omsättningstiden är cirka 1-2 veckor.

## Orsak
Det finns sannolikt alltid en viss mängd lösa kristaller i båggångarna. Ett kritiskt antal för att utlösa lägesyrsel har beräknats till 62 stycken. Kristaller kan lossna vid alla tider på dygnet. Men det är vanligast att yrseln först uppstår på morgonen, natten, eller efter att ha legat och vilat, då huvudet varit stilla en längre stund. Kristallerna samlas då i klumpform och hamnar med hjälp av gravitationen någonstans i båggången. När man börjar röra på huvudet på morgonen, försätts kristallklumpen i rörelse, vilket medför en kraftig påverkan på båggångens känselspröt.

## Varianter
Internationellt används grekiska ord för att benämna de två olika grundvarianterna av kristallsjuka. Lithiasis är det grekiska ordet för stensjukdom. Variationerna i sjukdomsbild är relaterade till följande:

### 1. Två grundläggande varianter
Canalo-lithiasis Över 90 procent av alla sjukdomsfall beror på att kristaller från hinnsäcken ansamlats i någon av balansorganens båggångar. Canalo-lithitasis kan förekomma i alla balansorganets båggångar, men är vanligast i den bakre båggången.
Cupulo-lithiasis 10 procent av alla fall beror på att kristaller från hinnsäcken fastnat på båggångens känselspröt. Cupulo-lithiasis förekommer oftare i balansorganets mellersta båggång.
Det är vanligt med blandtillstånd av Canalo- och Cupulolithiasis.

### 2. Var partiklarna ansamlas
Canalo-lithiasis kan ansamlas i samtliga båggångar. Men det är vanligast att den bakre båggången drabbas. Skälet är att denna del av balansorganet är lägst placerad när man ligger ner, vilket gör att partiklarna lätt hamnar här på grund av gravitationen. Näst vanligast är partiklar i den mellersta båggången. Att få upp partiklar i den främre båggången, som ligger ovanför hinnsäcken är ovanligt, det krävs i princip att man stått på huvudet eller utfört akrobatiska rörelser för att detta skall hända.
En sammanställning av flera vetenskapliga studier (Robert och Gans 2008) visade att 80-90 procent av fallen drabbade bakre båggången, 10-30 procent den mellersta båggången och 1-5 procent den främre båggången.
Cupulo-lithiasis innebär att partiklarna fastnat på känselspröt i båggången, vilket medför att känselspröt faller om kull och skickar felsignaler till hjärnan vid minsta huvudrörelse åt sidorna. Cupulo-lithiasis drabbar oftast känselspröt i den bakre båggången, men förekommer även i den mellersta.

### 3. Vad som lossnat och hur det rör sig
De lossnade saltkristallerna kan vara hela kristaller och delar av kristall (fragment av kristall eller smulor). Beroende på vad som lossnat kan ansamlingen av partiklar i båggången se olika ut. Partiklarna får också egenskaper då de kommer i rörelse i båggången. Undersökningar om detta kommer framför allt från studier på gnagare. Där har det observerats storlekar mellan 3,5 mikrometer till 30 mikrometer.

#### Antalet lossade partiklar
Teoretiska studier har visat att det krävs minst 62 medelstora partiklar för att utlösa typiska lägesrelaterade yrselattacker. Färre än 62 mellanstora partiklar ger troligen bara diffus övergående ostadighets- och yrselkänsla när man sätter sig upp i sängen på morgonen. Efter några huvudrörelser har klumpformationerna vispats upp till molnformationer och yrselkänslan försvinner inom 15 minuter, man kan sedan vara relativt besvärsfri resten av dagen.

#### Molnformationer
De flesta med kristallsjuka har mest besvär på morgonen i samband med uppstigning. När man sedan varit uppe och rört på huvudet har kristallerna vispats upp i molnformationer. Molnformationer medför inga kraftiga tryck- eller sugkrafter på känselspröt i båggången och man kan vara ganska besvärsfri hela dagen, ända tills man suttit stilla i två timmar framför tv eller sovit, vilket gett kristallerna möjlighet att åter formera sig i klumpar. Då man börjar röra sig igen kan man få kraftiga yrselattacker. Små och lätta partiklar är svårare att flytta ut ur båggångar med vanliga gravitationsmanövrar.

#### De lossnade partiklarnas tyngd
Om de lossnade partiklarna är stora och tunga, kommer de röra sig snabbt i båggången och ger då upphov till häftigare yrselattackar. Små och lätta partiklar ger tvärtom mildare yrsel. Yrseln kan även påminna om åksjuka.

#### De lossnade partiklarnas yta
Om partiklarnas yta är hel, rund och slät är de lätta att manövrera ut ur båggången. Ofta kan man lyckas efter en enda manöver. Om partiklarnas yta är ojämn, kan de lättare fastna i varandra eller i båggångens väggar. Är båggångens väggar ärriga ökar risken för att partiklarna skall fastna vid repositionsmanöver. Det är också svårare om partiklarna ansamlats som en kletig gegga i bånggången eller på känselspröt. Partikelgegga kan påverka känselspröt så det inte kan röra sig alls.

#### Partiklarna kristalliseras med varandra
Ibland kan kristallernas kantiga ytor kristallisera med varandra och bilda långa stavformade komplex, vilket gör det extra svårt att manövrera bort dem från båggången.

## Diagnostik
Sjukhistorian är ofta typisk. Debut av yrseln sker i de flesta fall i samband med uppstigning efter att ha legat och sovit, eller när man vänder sig i sängen. Yrseln är rotatorisk, kommer på med viss latens och varar en kort stund, från några sekunder upp till högst en minut. Yrseln kan upplevas mycket intensiv. En del kan bli så dåliga att de kräks. Efter detta kan man känna sig illamående och ostadig. Ofta är besväret mera uttalat på morgonen och mildare under dagen. Då hinnsäckarnas kristaller har en livslängd på 7-10 dygn skall de normalt sett lösa upp sig i båggångens vätska. Cirka 70 procent blir därför bra av sig själva inom några dagar eller veckor.
Vid positivt test provoceras rotatorisk yrsel och man kan ofta observera en typ av ofrivilliga ögonrörelser som kallas nystagmus. Genom att undersöka förekomst av onormala ögonrörelser kan kristallsjuka bekräftas eller uteslutas. Olika typer av lägesyrsel ger upphov till olika typer av ögonrörelser. Ibland kan de vara svåra att se med blotta ögat. Patienten kan då få ha på sig särskilda glasögon, frenzelglasögon, som förstorar ögonen. Karakteristiskt är också en utsläckning av yrsel vid upprepade provokationstester.
ÖNH-specialister (specialistinriktning för läkare) har ofta en mask med två videokameror i (videonystagmoskopi, VNS), som filmar ögonrörelserna, som sedan kan undersökas på flera högupplösta bildskärmar. Specialiserade yrselkliniker kan också ha särskilda undersökningsstolar, där stolen kan manövreras så att alla båggångar kan undersökas på ett enklare sätt.

### Bakre båggångarna

Nystagmus

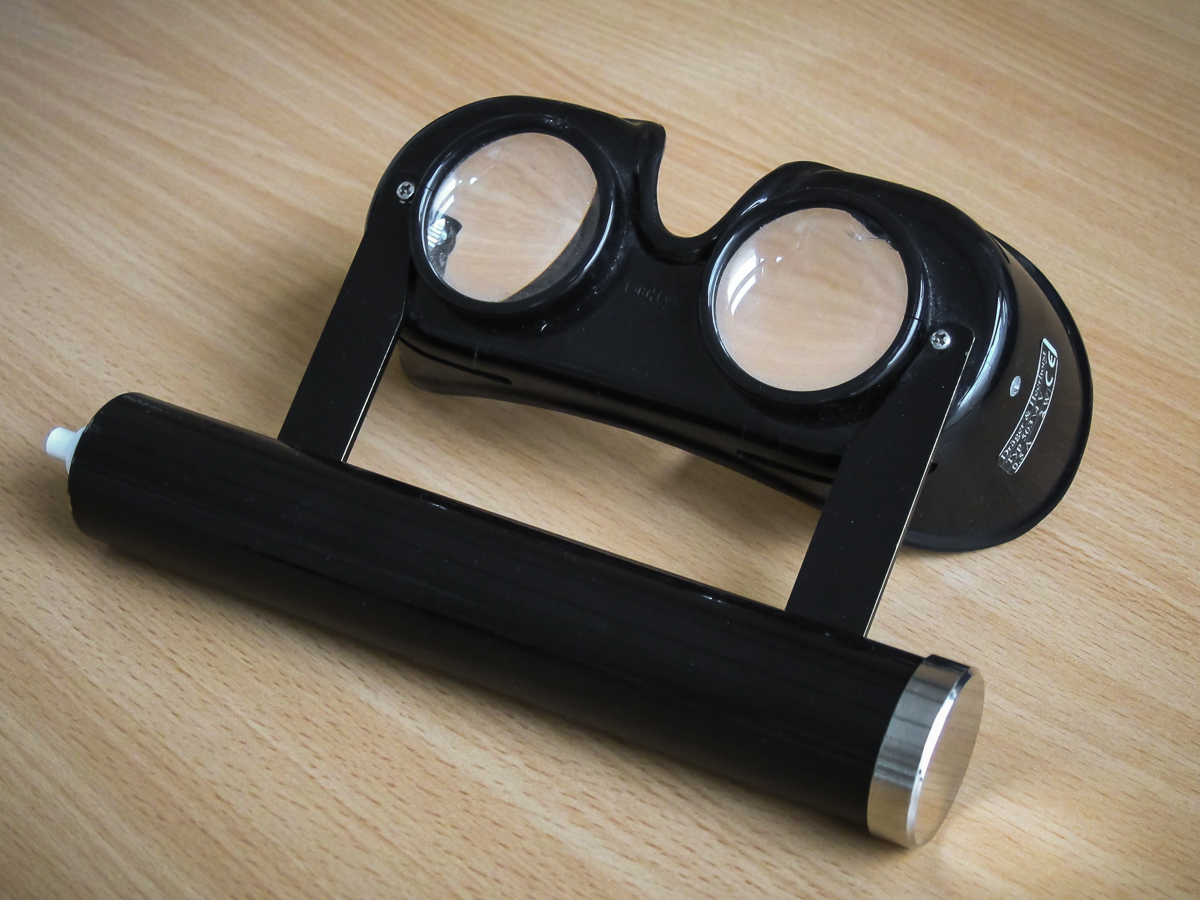
Frenzels glasögon

För att testa förekomst av kristaller i de bakre båggångarna utförs en manöver som heter Dix-Hallpike. Denna manöver testar de de bakre båggångarna. Syftet är att vertikalställa undersökt båggång i förhållande till gravitationen för att få misstänkta kristaller i rörelse. Det går ut på att undersökaren snabbt lägger patienten bakåt med nacken roterad 45 grader åt vänster respektive åt höger för att testa de bakre båggångarna på respektive sida. Detta test har också visat sig kunna testa för kristaller i de främre båggångarna.
Kriterier:
- Återkommande yrselattackar som uppstår då man lägger sig ner i sängen, eller vänder sig från rygg till mage.
- Yrselattackerna varar i mindre än en minut.
- Vid provokationstestet Dix-Hallpike uppstår yrsel med en kort latens på en till några få sekunder.
- Ögonörelserna som uppstår roterar mot det nedre örat i kombination med en uppåtrörelse mot pannan. I det typiska fallet varar ögonrörelserna i mindre än en minut.
- Yrseln kan inte kopplas till någon annan sjukdom[2]

### Mellersta båggångarna
Yrseln testas med en manöver som kallas supine roll test (Pagnini-McClure manöver). Patienten ligger på rygg. Behandlaren böjer nacken uppåt cirka 30 grader. Efter detta roteras nacken snabbt åt höger eller vänster. Det kan vara svårt att veta om höger eller vänster sida av båggångarna är påverkade. En ledtråd kan vara att nystagmus vanligen är starkare åt det påverkade hållet.
Kriterier:
- Återkommande attacker med yrsel eller ostadighet då man lägger sig ner eller vänder sig i sängen.
- Attackerna varar i mindre än en minut.
- Vid det diagnostiska testet supine roll (Pagnini-McClure manöver) test slår ögonen horistonellt mot det nedre ögat, då huvudet vrids åt andra hållet, byter ögonrörelserna riktning och slår i stället mot det andra örat. Yrseln uppstår direkt eller med en liten latens.[2]
- Vid upprepad provokation avtar yrseln.
- Yrseln kan inte förklaras av annat sjukdomstillstånd.[2]

## Behandling

### Bakre båggångar
Om kristallsjuka påvisas i en av de bakre båggångarna kan detta ofta behandlas med Epley´s manöver. Hur länge huvudet hålls i varje position behöver anpassas till partiklarna storlek. Behandlingen är ofta mycket effektiv, cirka 80 procent kan få effektiv hjälp av denna behandling.

### Mellersta båggångar
Besvär här behandlas med Gufonis manöver (eller grillspettsmanövern).